# Grand Prix moto de France 1983
Le Grand Prix moto de France 1983 est la deuxième manche du Championnat du monde de vitesse moto 1983. La compétition s'est déroulée du 2 au 3 avril 1983 sur le circuit Bugatti au Mans. C'est la 49e édition du Grand Prix moto de France et la 27e édition comptant pour les championnats du monde.
Ce week-end fut aussi marqué par la mort de deux pilotes dont le suisse Michel Frutschi le dimanche.

## Résultats des 500 cm³
| Pos  | Pilote              | Moto   | Temps/Écart     | Points |
| ---- | ------------------- | ------ | --------------- | ------ |
| 1    | Freddie Spencer     | Honda  | 47 min 47 s 900 | 15     |
| 2    | Marco Lucchinelli   | Honda  | + 14 s 990      | 12     |
| 3    | Ron Haslam          | Honda  | + 36 s 280      | 10     |
| 4    | Kenny Roberts       | Yamaha | + 44 s 110      | 8      |
| 5    | Keith Huewen        | Yamaha | + 44 s 850      | 6      |
| 6    | Marc Fontan         | Yamaha | + 45 s 720      | 5      |
| 7    | Barry Sheene        | Suzuki | + 46 s 090      | 4      |
| 8    | Guido Paci          | Honda  | +1 min 30 s 190 | 3      |
| 9    | Sergio Pellandini   | Suzuki | +1 min 33 s 850 | 2      |
| 10   | Jack Middelburg     | Honda  | +1 min 35 s 820 | 1      |
| 11   | Wolfgang von Muralt | Suzuki | +1 min 39 s 650 |        |
| 12   | Philippe Coulon     | Suzuki | +1 min 43 s 140 |        |
| 13   | Peter Sjöström      | Suzuki | +1 tour         |        |
| 14   | Maurizio Massimiani | Honda  |                 |        |
| 15   | Louis-Luc Maisto    | Suzuki |                 |        |
| 16   | Walter Magliorati   | Suzuki |                 |        |
| 17   | Stu Avant           | Suzuki |                 |        |
| 18   | Ernst Gschwender    | Suzuki |                 |        |
| 19   | Jon Ekerold         | Cagiva | +3 tours        |        |
| Nc.  | Steve Parrish       | Yamaha | Non classé      |        |
| Abd. | ...                 | ...    | Abandon         |        |

## Résultats des 250 cm³
| Pos  | Pilote               | Moto       | Temps           | Points |
| ---- | -------------------- | ---------- | --------------- | ------ |
| 1    | Alan Carter          | Yamaha     | 42 min 29 s 910 | 15     |
| 2    | Jacques Cornu        | Yamaha     | + 2 s 430       | 12     |
| 3    | Thierry Rapicault    | Yamaha     | + 2 s 990       | 10     |
| 4    | Didier de Radiguès   | Chevallier | + 3 s 720       | 8      |
| 5    | Tony Head            | Armstrong  | + 18 s 570      | 6      |
| 6    | Patrick Fernandez    | Bartol     | + 19 s 690      | 5      |
| 7    | Jacques Bolle        | Yamaha     | + 25 s 870      | 4      |
| 8    | Harald Eckl          | Yamaha     | + 26 s 810      | 3      |
| 9    | Thierry Espié        | Chevallier | + 27 s 210      | 2      |
| 10   | Jean-Marc Toffolo    | Rotax      | + 27 s 450      | 1      |
| 11   | Jean-Michel Mattioli | Yamaha     | + 29 s 330      |        |
| 12   | Pierre Bolle         | Yamaha     | + 24 s 300      |        |
| 13   | Sito Pons            | JJ Cobas   | + 25 s 100      |        |
| 14   | Ivan Palazzese       | Yamaha     | + 35 s 470      |        |
| 15   | Jean-François Baldé  | Chevallier | + 42 s 950      |        |
| 16   | Bruno Lüscher        | Yamaha     | + 44 s 000      |        |
| 17   | Christian Estrosi    | Pernod     | + 48 s 540      |        |
| 18   | Reinhold Roth        | Yamaha     | + 53 s 910      |        |
| 19   | Ikeda Tasuda         | Yamaha     | +1 min 02 s 570 |        |
| 20   | Paolo Ferretti       | Rotax      | +1 min 07 s 270 |        |
| 21   | Carlos Cardús        | Rotax      | +1 min 48 s 720 |        |
| Nc.  | Donnie Robinson      | Yamaha     | Non classé      |        |
| Abd. | ...                  | ...        | Abandon         |        |

## Résultats des 125 cm³
| Pos  | Pilote                 | Moto | Temps           | Points |
| ---- | ---------------------- | ---- | --------------- | ------ |
| 1    | Ricardo Tormo          | MBA  | 45 min 25 s 160 | 15     |
| 2    | Jean-Claude Selini     | MBA  | + 35 s 510      | 12     |
| 3    | Maurizio Vitali        | MBA  | + 41 s 230      | 10     |
| 4    | Johnny Wickström       | MBA  | + 43 s 430      | 8      |
| 5    | Thomas Møller-Pedersen | MBA  | + 43 s 700      | 6      |
| 6    | Jikka Jaakkola         | MBA  | + 48 s 990      | 5      |
| 7    | Bruno Kneubühler       | MBA  | +1 min 10 s 170 | 4      |
| 8    | Giuseppe Ascareggi     | MBA  | +1 min 11 s 040 | 3      |
| 9    | Pierluigi Aldrovandi   | MBA  | +1 min 12 s 590 | 2      |
| 10   | Patrick Lagrive        | MBA  | +1 min 22 s 490 | 1      |
| 11   | Willi Hupperich        | MBA  | +1 min 44 s 280 |        |
| 12   | Peter Sommer           | MBA  | +1 min 46 s 850 |        |
| 13   | Stefan Dörflinger      | MBA  | +2 min 57 s 330 |        |
| 14   | Helmut Lichtenberg     | MBA  | +1 tour         |        |
| 15   | Libero Piccirillo      | MBA  |                 |        |
| 16   | Rolf Rüttimann         | MBA  |                 |        |
| 17   | Patrick Daudier        | MBA  |                 |        |
| 18   | Joe Genoud             | MBA  | +2 tours        |        |
| 19   | Antonio Boronat        | MBA  | +3 tours        |        |
| Nc.  | Bady Hassaine          | MBA  | Non classé      |        |
| Abd. | ...                    | ...  | Abandon         |        |

## Résultats des 50 cm³
| Pos  | Pilote              | Moto      | Temps           | Points |
| ---- | ------------------- | --------- | --------------- | ------ |
| 1    | Stefan Dörflinger   | Kreidler  | 36 min 35 s 200 | 15     |
| 2    | Eugenio Lazzarini   | Garelli   | + 47 s 210      | 12     |
| 3    | Hagen Klein         | FKN       | +1 min 05 s 280 | 10     |
| 4    | Ingo Emmerich       | Kreidler  | +1 min 37 s 360 | 8      |
| 5    | Paul Rimmelzwaan    | Roton     | +1 min 55 s 230 | 6      |
| 6    | George Looijesteijn | Kreidler  | +2 min 03 s 610 | 5      |
| 7    | Paul Bordes         | Moto 2L   | +1 tour         | 4      |
| 8    | Theo Timmer         | Casal     |                 | 3      |
| 9    | Hans Koopman        | Kreidler  |                 | 2      |
| 10   | Massimo de Lorenzi  | Minarelli |                 | 1      |
| 11   | Rainer Scheidhauer  | Kreidler  |                 |        |
| 12   | Ramon Gali          | Bultaco   |                 |        |
| 13   | Reiner Koster       | M1        |                 |        |
| 14   | Klaus Kull          | Kawadrom  |                 |        |
| 15   | Hans-Joachim Ritter | Kreidler  |                 |        |
| 16   | Jos van Dongen      | Kreidler  |                 |        |
| 17   | Chris Baert         | Kreidler  | +2 tours        |        |
| 18   | Mika-Sakari Komu    | Kreidler  |                 |        |
| 19   | Gérard Velay        | Kreidler  |                 |        |
| 20   | Jean-Marc Velay     | Kreidler  |                 |        |
| Nc.  | Zdravko Matulja     | Tornos    | non classé      |        |
| Abd. | ...                 | Abandon   |                 |        |

## Résultats des Side-Cars
| Pos  | Pilote               | Passager        | Moto          | Temps | Points |
| ---- | -------------------- | --------------- | ------------- | ----- | ------ |
| 1    | Rolf Biland          | Kurt Waltisperg | LCR-Yamaha    |       | 15     |
| 2    | Mick Barton          | Simon Birchall  | Windle-Yamaha |       | 12     |
| 3    | Werner Schwärzel     | Andreas Huber   | Seymaz-Yamaha |       | 10     |
| 4    | Masato Kumano        | Kunio Takeshima | LCR-Yamaha    |       | 8      |
| 5    | Hermann Huber        | Wolfgang Möckel | LCR-Yamaha    |       | 6      |
| 6    | Alfred Zürbrugg      | Martin Zürbrugg | Seymaz-Yamaha |       | 5      |
| 7    | Egon Schons          | Eckart Rösinger | Busch-Yamaha  |       | 4      |
| 8    | Theo van Kempen      | Geral de Haas   | LCR-Yamaha    |       | 3      |
| 9    | Hans Hügli           | Pierre Gonin    | Seymaz-Yamaha |       | 2      |
| 10   | Jean-François Monnin | Karl Paul       | Seymaz-Yamaha |       | 1      |
| Abd. | ...                  | ...             | Abandon       |       |        |